# Marsilea leiocarpa
Marsilea leiocarpa är en klöverbräkenväxtart som beskrevs av Carl Frederik Albert Christensen. Marsilea leiocarpa ingår i släktet Marsilea och familjen Marsileaceae. Inga underarter finns listade.